# فيلالبا
فيلالبا (بالإيطالية: Villalba)‏ هي بلدية في مقاطعة كالتانيسيتا في صقلية الإيطالية.

## السكان
في سنة 1861 بلغ عدد السكان 3٬353 نسمة، وتطور العدد ليصل في سنة 2011 لـ 1٬731 نسمة.
يظهر هذا المخطط البياني تطور النمو السكاني لـ فيلالبا

## أعلام
- أنجيلو برونو